# Pert Kelton
Pert L. Kelton (Great Falls, 14 ottobre 1907 – Ridgewood, 30 ottobre 1968) è stata un'attrice statunitense, attiva in campo televisivo, teatrale, cinematografico e radiofonico. Prolifica attrice a Broadway e in televisione, la sua carriera subì un brusco arresto negli anni 50 quando il suo nome fu inserito nella lista nera di Hollywood.

## Biografia
Figlia della canadese Sue Kelton e del californiano Edward Kelton, artisti di vaudeville, Pert Kelton fece il suo debutto sulle scene all'età di tre anni nel numero di varietà con cui la famiglia si esibiva in Sudafrica, prima di andare in tournée per gli Stati Uniti con i genitori. Nel 1952 fece il suo debutto a Broadway con il musical di Jerome Kern Sunny. Nel 1927 si trasferì in California per lavorare nel cinema, dove esordì nel 1929 con il film Sally. Da allora recitò in tre dozzine di film fino al 1968, tra cui Capobanda e La dominatrice. In campo televisivo è nota soprattutto per essere stata la prima interprete del ruolo di Alice nella serie TV The Honeymooners, ma dopo che l'attrice fu accusata di essere socialista durante il maccartismo la sua carriera sul piccolo schermo andò declinando e la Kelton abbandonò lo show.
La sua carriera teatrale rimase invece stabile fino agli anni sessanta, recitando in oltre una dozzina di musical e opere di prosa a Broadway. Per il suo lavoro a Broadway fu candidata a due prestigiosi Tony Award, alla miglior attrice non protagonista in un musical nel 1960 per Greenwillow e alla miglior attrice non protagonista in un'opera di prosa nel 1968 per Spofford. Aveva recitato con successo anche nell'Off Broadway, dove apparì in un'importante produzione de L'opera da tre soldi con la star originale Lotte Lenya. La Kelton fu anche proprietaria di un hotel a Los Angeles, il Warner-Kelton Hotel, che ospitò clienti prestigiosi come Cary Grant, Orry Kelly, Richard Rodgers, Lorenz Hart, Monroe Salisbury ed Elizabeth Short.

### Vita privata
Fu sposata fino alla morte con Ralph S. Bell, da cui ebbe i due figli Brian e Stephen.

## Filmografia parziale

### Cinema
- Sally, regia di John Francis Dillon (1929)
- Bachelor Bait, regia di George Stevens (1934)
- Gli occhi dell'anima (Pursued), regia di Louis King (1934)
- La dominatrice (Annie Oakley), regia di George Stevens (1935)
- Caino e Adele (Cain and Mabel), regia do Lloyd Bacon (1936)
- Rhythm of the Saddle, regia di George Sherman (1938)
- L'eterna illusione (You Can't Take It With You), regia di Frank Capra (1938)
- Whispering Enemies, regia di Lewis D. Collins (1939)
- Capobanda (The Music Man), regia di Morton DaCosta (1962)

### Televisione
- The Honeymooners – serie TV, 1 episodio (1957)
- Ai confini della realtà (The Twilight Zone) – serie TV, episodio 4x08 (1963)
- Io e i miei tre figli (My Three Sons) – serie TV, episodio 4x24 (1964)